# Ду Фу
Ду Фу (кит.: 杜甫) (712–770) — китайський поет епохи Тан. Використовував традиційні літературні форми. Хоча він писав переважно на піднесені теми, також не залишав без уваги хвалебні вірші й тости.

## Біографія

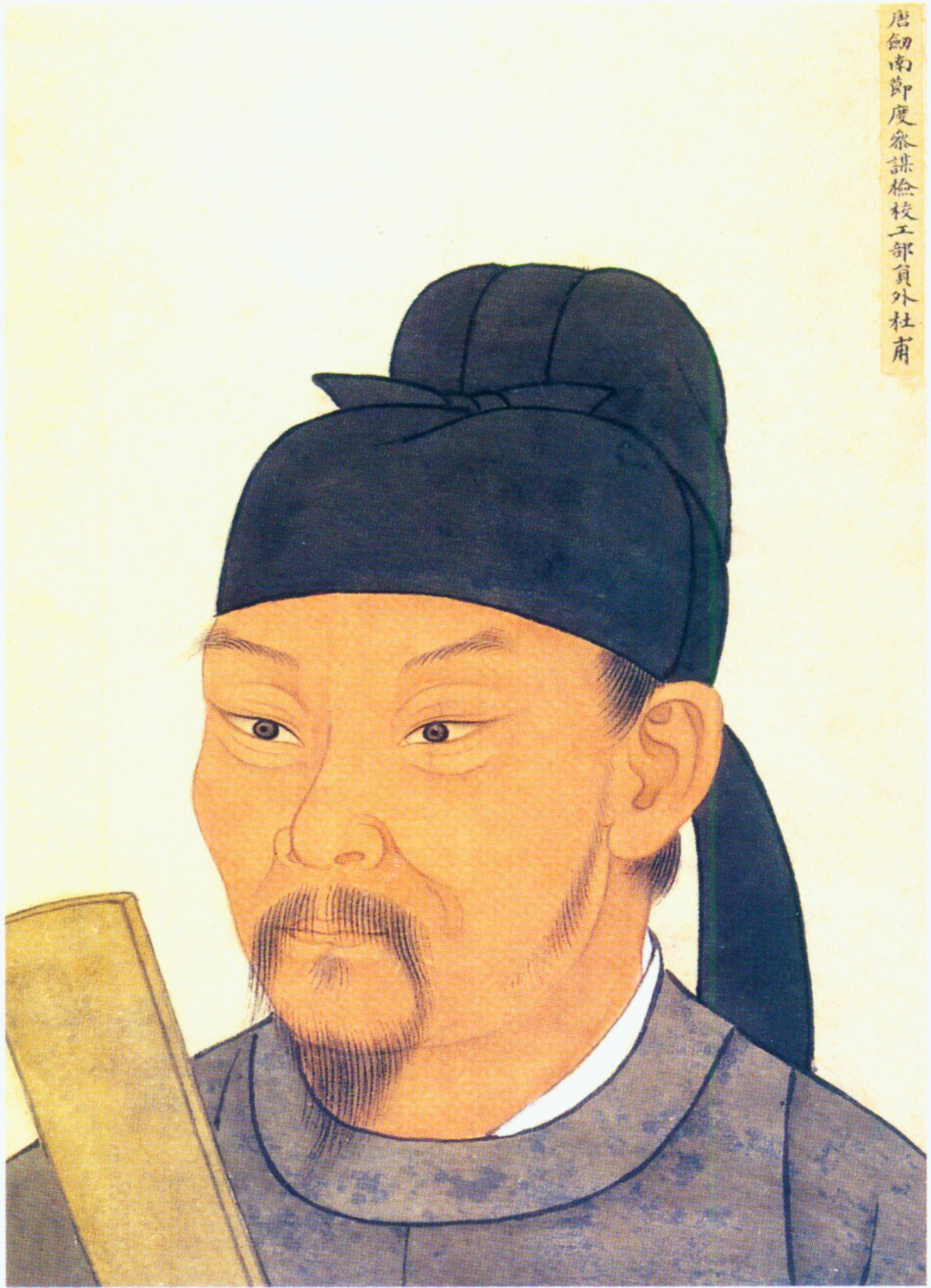
Ду Фу

Онук поета Ду Шень-яня, Ду Фу походив зі стародавнього роду. Народився у збіднілій на той час сім'ї провінційного урядовця невисокого рангу.
Свій перший вірш написав у 7 років, і його високо оцінили знавці поезії. Намагався скласти державні іспити, аби за сімейною традицією отримати посаду державного службовця, проте службовцем не став.
У 20-35 років(?) багато подорожував Китаєм, вів розгульне життя. У 741 р. прибув до столиці Імперії Чан'ань. Там мешкав майже 10 років, отримав при дворі незначну посаду. Під час бунту Ань Лушаня втік зі столиці разом із почтом імператора, а його родина залишилась у Чан'ані; поет довго не мав від них жодної звістки. Був ув'язнений бунтівниками та пробув у полоні 2 роки. Після придушення бунту Ду Фу було наближено до імператора і 757 р. він став радником молодого імператора Суцзуна і навіть отримав привілей його критикувати, але тільки-но Ду Фу скористався цим привілеєм, його було ув'язнено. Комісія, яка розслідувала цю справу, визнала його винним лише в тому, що він дійсно вважав, що може критикувати імператора. Зрештою його було виправдано, й імператор навіть пробачив поету зухвалість та залишив коло себе на тій самій посаді. Проте у 759 р. Ду Фу пішов зі служби та оселився зі своєю родиною на півдні, у нижній течії Янцзи.
Смерть спіткала поета 770 року, коли він на човні спускався річкою. 770 року Ду Фу у віці 59 років помер у злиднях.

## Творча спадщина
Його творчість нараховує понад 1500 віршів, у яких відображено настрій протистояння танським вельможам та історичну панораму правління династії Тан: її розквіт і занепад. Серед віршів Ду Фу офіційна китайська критика виділяла твори, написані на політичні теми (оспівування імператора) і на теми тлінності існування, твори про людську нікчемність. Серед віршів Ду Фу виокремлюються чотири вірші, які дуже навантажені історичними й міфологічними алегоріями, їх важко зрозуміти без коментарів. Твори Ду Фу не лише мають широкий зміст, але й глибоке філософське значення. Заразом поет приділяв велику увагу розвиткові творчості в поезії. Про це свідчить його прізвисько «священномудрий».
Ду Фу - один із найвидатніших поетів Китаю, особливо шанований за ті вірші, де він ототожнює свою лиху долю зі стражданнями всього китайського народу. Був пов'язаний довгою та теплою дружбою з Лі Бо. Їх часто згадують як двох найвизначніших геніїв усієї китайської поезії. У традиційному китайському літературознавстві Ду Фу присвоєно титул «шишен» («священномудрий поет»).

### Історія
Починаючи з династії Сун, критики називали Ду Фу "поетом історії" (詩史, ши ши). Найбільш безпосередньо історичними з його віршів є ті, що коментують військову тактику або успіхи та невдачі уряду, або вірші-поради, які він писав імператору. Опосередковано він писав про вплив часів, в які він жив, на себе та на звичайних людей Китаю. Як зазначає Вотсон, це інформація "такого роду, яку рідко можна знайти в офіційно складених історіях тієї епохи".
Політичні коментарі Ду Фу базуються на емоціях, а не на розрахунку: його приписи були перефразовані як "Давайте всі будемо менш егоїстичними, давайте всі робити те, що ми повинні робити". Оскільки з його поглядами неможливо було не погодитися, його рішуче висловлені очевидні істини уможливили його утвердження як центральної постаті в історії китайської поезії.

### Моральна залученість
Другий улюблений епітет китайських критиків — це "поет-мудрець" (詩聖, ши шен), який є відповідником філософському мудрецю, Конфуцію. Один з найраніших творів, що збереглися, "Пісня возів" (приблизно 750 рік), дає голос стражданням рекрутованого солдата в імперській армії та чітке усвідомлення страждань. Ці проблеми постійно артикулюються у віршах про життя як солдатів, так і цивільних, які Ду Фу створював протягом усього свого життя.
Хоча часті посилання Ду Фу на власні труднощі можуть справляти враження всепоглинаючого соліпсизму, Хоукс стверджує, що його "знамените співчуття насправді включає його самого, розглянутого цілком об'єктивно і майже як післядумка". Таким чином, він "надає величі" ширшій картині, порівнюючи її зі "своєю власною дещо комічною тривіальністю".
Співчуття Ду Фу до себе та інших було частиною його загального розширення сфери поезії: він присвятив багато творів темам, які раніше вважалися непридатними для поетичного трактування. Чжан Цзе писав, що для Ду Фу "все в цьому світі є поезією", Ду широко писав на такі теми, як домашнє життя, каліграфія, картини, тварини та інші вірші.

## Вплив

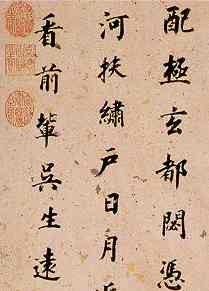
Частина вірша Ду Фу "Про відвідування храму Лаоцзи", написана Дун Цічаном

За даними Енциклопедії Британіка, твори Ду Фу багато літературних критиків вважають одними з найвеличніших за всі часи, і зазначається, що "його щільна, стисла мова використовує всі конотативні відтінки фрази та всі інтонаційні можливості окремого слова, якості, які жоден переклад ніколи не зможе розкрити."
За життя і відразу після смерті Ду Фу не був високо оцінений. Частково це можна пояснити його стилістичними та формальними інноваціями, деякі з яких "китайські критики досі вважають надзвичайно сміливими та дивними." Є мало сучасних згадок про нього — лише одинадцять віршів від шести письменників — і вони описують його з точки зору прихильності, але не як взірець поетичних чи моральних ідеалів. Ду Фу також погано представлений у тогочасних антологіях поезії.
Однак, як зазначає Хун, він "є єдиним китайським поетом, чий вплив зростав з часом", і його твори почали набувати популярності в дев'ятому столітті. Перші позитивні відгуки надійшли від Бай Цзюї, який хвалив моральні почуття деяких творів Ду Фу (хоча він знайшов їх лише в невеликій частині віршів), та від Хань Юя, який написав твір, захищаючи Ду Фу та Лі Бая з естетичних міркувань від нападок на них. Обидва ці письменники показали вплив Ду Фу у власній поетичній творчості. На початку 10-го століття Вей Чжуан збудував першу копію його солом'яної хатини в Сичуані.
Саме в 11 столітті, під час епохи Північної Сун, репутація Ду Фу досягла свого піку. У цей період відбулася всебічна переоцінка більш ранніх поетів, в якій Ван Вей, Лі Бай і Ду Фу стали розглядатися як представники відповідно буддизму, даосизму та конфуціанства в китайській культурі. Водночас розвиток неоконфуціанства забезпечив Ду Фу, як його поетичному взірцю, найвище положення. Су Ші славнозвісно висловив це міркування, написавши, що Ду Фу був "неперевершеним... тому що... через усі свої перипетії він ніколи навіть на час трапези не забував свого правителя". Його впливу сприяла здатність примиряти очевидні протилежності: політичних консерваторів приваблювала його вірність встановленому порядку, тоді як політичні радикали сприймали його турботу про бідних. Літературні консерватори могли дивитися на його технічну майстерність, тоді як літературні радикали надихалися його інноваціями. Після створення Китайської Народної Республіки вірність Ду Фу державі та турбота про бідних трактувалися як зародковий націоналізм і соціалізм, і його хвалили за використання простої "народної мови".
Популярність Ду Фу зросла настільки, що виміряти його вплив так само складно, як і вплив Шекспіра в Англії: будь-якому китайському поету було важко не зазнати його впливу. Хоча іншого Ду Фу ніколи не було, окремі поети слідували традиціям специфічних аспектів його творчості: турбота Бай Цзюї про бідних, патріотизм Лу Ю та роздуми Мей Яочень про буденне — лише кілька прикладів. У ширшому сенсі, робота Ду Фу з перетворення люйши з простої гри слів на "засіб серйозного поетичного висловлювання" заклала основу для кожного наступного письменника в цьому жанрі.
У своєму виданні перекладу віршів Ду Фу, виконаного Бертон Вотсоном, Columbia University Press зазначило, що Ду Фу "називають найвеличнішим поетом Китаю, а дехто називає його найвеличнішим неепічним, недраматичним поетом, чиї твори збереглися будь-якою мовою."

### Вплив на японську літературу
Поезія Ду Фу справила глибокий вплив на японську літературу, особливо на літературу періоду Муроматі та на вчених і поетів періоду Едо, включаючи Мацуо Басьо, найвеличнішого з усіх поетів хайку. Навіть у сучасній японській мові термін Святий Поезії (яп. 詩聖, шісей) є майже синонімом Ду Фу.
До 13 століття японці віддавали перевагу Бай Цзюї серед усіх поетів, і було мало згадок про Ду Фу, хоча його вплив можна побачити в деяких антологіях канші ("китайська поезія, створена японськими поетами"), таких як Бунка Шюрейшю у 9 столітті. Першим помітним японським цінителем поезії Ду Фу був Кокан Шірен (1278–1346), патріарх Ріндзай-дзен і один з найвидатніших авторів літератури П'яти гір; він високо оцінював Ду Фу і написав коментар до деяких віршів Ду Фу з точки зору дзен-священника в томі 11 Сайхокушю. Його учень Чюган Енгецу створив багато канші, у передмовах до яких чітко зазначалося, що вони "зазнали впливу Ду Фу". Учень Чюгана Гідо Шюшін мав тісні зв'язки з Двором та сьогунатом Ашікага і поширював поезію Ду Фу у світському світі; одного разу Нідзьо Йошімото, регент кампаку Двору і найвищий авторитет поезії ренга, запитав Гідо: "Чи варто мені вивчати поезію Ду Фу та Лі Бая?" Гідо наважився відповісти: "Так, якщо у вас достатньо здібностей. Ні, якщо не маєте." З того часу було багато семінарів з поезії Ду Фу як у дзен-храмах, так і в аристократичному суспільстві, і в результаті його поезія часто цитувалася в японській літературі періоду Муроматі, наприклад, у Тайхейкі, історичному епосі кінця 14 століття, та деяких п'єсах но таких як Хякуман, Басьо та Шюнкан.
Під час ери Кан'ей періоду Едо (1624–1643), Шао Чуань (邵傳) з династії Мін та його Колективний коментар до люйші Ду Фу (яп. 杜律集解, Торіцу Шіккай) були імпортовані до Японії і здобули вибухову популярність серед конфуціанських вчених та класу чьонін (міщан). Коментар утвердив славу Ду Фу як найвеличнішого з усіх поетів; наприклад, Хаяші Шюнсай, видатний конфуціанський вчений, зазначив у томі 37 Гахо Буншю, що Цзимей [Ду Фу] був найкращим поетом в історії, і похвалив коментар Шао Чуаня за його простоту і зрозумілість, критикуючи при цьому старі коментарі часів династії Юань як надто незбагненні. Мацуо Басьо, найвеличніший поет хайку, також зазнав сильного впливу Ду Фу; у Оку но Хосоміті, своєму шедеврі, він цитує перші два рядки Весняного краєвиду (春望) перед хайку як його вступ, і багато інших його хайку мають подібні формулювання та теми. Кажуть, що коли він помер в Осаці під час тривалої подорожі, копію поезії Ду Фу знайшли серед небагатьох дорогоцінних речей, які він міг носити з собою.

## Українські переклади
Українською твори Ду Фу перекладала Ярослава Шекера.
- Ду Фу. Поезії / Пер. Я. Шекери // К: Всесвіт, 2001, № 5–6. — – С. 110—119.
- «Книга пісень», Цюй Юань, Юе Фу, Цао Цао, Тао Юаньмін та ін.; Ду Фу // Зарубіжна література: Матеріали до вивчення літератур зарубіжного Сходу: Хрестоматія / Упор. Л. В. Грицик. – К.: ВПЦ «Київський університет», 2006. – С. 590—601; 608—610.
- Із давньої та ранньосередньовічної китайської поезії: «Книга пісень», Цюй Юань, Цао Цао, Цао Чжи, Се Лін-юнь, Сє Тяо, Мен Хаожань, Лі Бо, Ду Фу, Бо Цзюй-і, Ду Му, Лі Шан-інь // Сполучник-VII. Альманах літ. творчості. – К.: Логос, 2012. – С. 331—374.